# Tarachidia candefacta
Tarachidia candefacta är en fjärilsart som beskrevs av Jacob Hübner 1827. Tarachidia candefacta ingår i släktet Tarachidia och familjen nattflyn. Inga underarter finns listade i Catalogue of Life.